# 大倧教

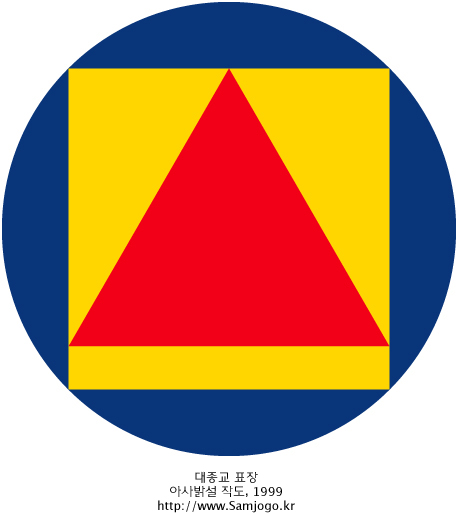
大倧教教旗“天神敎旗”

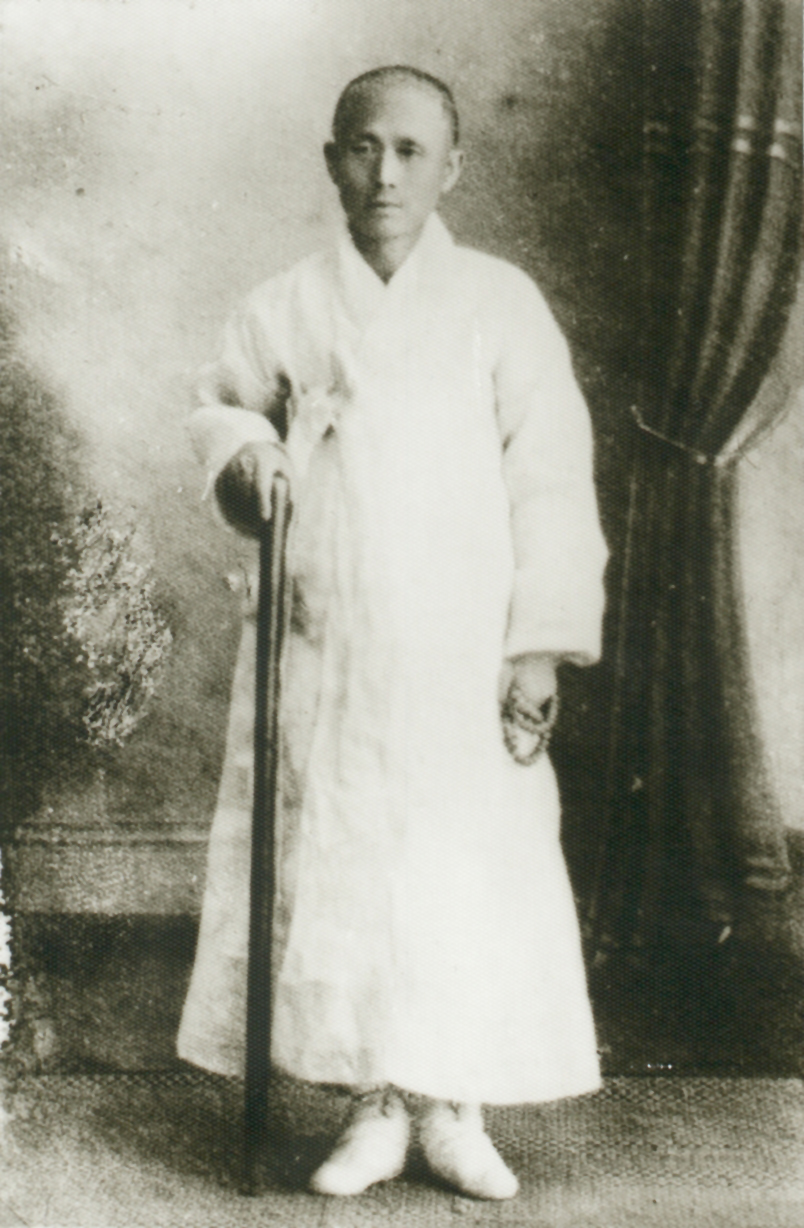
大倧教三宗师之一的羅喆

大倧教（：／），是朝鲜王朝末期崇拜檀君，以檀君為始祖的大型朝鮮民族宗教，以追求朝鮮國民獨立統一為目標，同時拒斥外來的神，強調檀君是朝鮮獨自的神。
1909年1月15日羅喆、吳基鎬、李沂、金允植、柳瑾成立檀君教，1910年7月30日改名大倧教，同時教內出現分裂，一派是以鄭薰模為首固守檀君教名稱的教徒，後來成為親日派，另一派是主張抗日的大倧教。
1915年10月，朝鮮總督府的《總督府令83号宗教統制案》斷定大倧教是以宗教為偽装的獨立運動團體，決定加以彈壓。經卷《神檀實記》、《神檀民史》成為大韓民國臨時政府指定國史教科書。
現在大韓民國約有50～60萬人大倧教信徒，教堂60餘所，修道院40餘所。